# Паметник на Васил Левски (Велико Търново)
Паметникът на Васил Левски във Велико Търново е открит през 1946 г. Той е позициониран в централната част на града – на улицата, по която през месец декември 1872 г. за последен път е минал Апостола, вързан и конвоиран от турска стража на път за София. Фигурата на революционера е представена в цял ръст, с вързани отзад ръце и с примка на шията. В основата на паметника е изписана неговата най-бележита мисъл: „Ако спечеля – печели цял народ, ако загубя – губя само себе си“.
Инициатор, дарител и организатор за построяване на паметника на Васил Левски във Велико Търново е Карл Йозеф Папоушек (роден във Велико Търново, с чешки произход).
Съществували два проекта за паметника. Първият е на скулптура Павел Методиев и представлявал бюст на Васил Левски. Но авторитетната комисия начело с ген. Кецкаров, одобрила втория проект – на скулптура Любомир Далчев.